# 탬퍼링 방지
탬퍼링 방지(Tamperproofing)란 악의적 목적의 의도적인 오작동을 방지하는 기술이다.

## 소프트웨어에서
사용자가 악의적인 목적으로 소프트웨어를 임의로 변경하고 역공학과 코드의 이해를 방해하는 행위를 방지하는 기술을 말한다.